# Oranjestad (Aruba)
Oranjestad is de hoofdstad van Aruba. De stad ligt aan de Paardenbaai en is met ongeveer 28.000 inwoners de grootste plaats van het eiland. Oranjestad wordt in de volksmond ook Playa genoemd, wat een afkorting is van de oorspronkelijke stadsnaam "Playa Caballos" (letterlijk: Paardenbaai).

## Geschiedenis
Voor 1790 was het zuidelijk gelegen Savaneta de Arubaanse hoofdstad, maar Oranjestad bleek voor schepen beter bereikbaar. Oranjestad is gebouwd rond Fort Zoutman, dat tussen 1796 en 1798 door de Nederlanders is gebouwd ter verdediging van het eiland. Het heeft een haven waar tegenwoordig ook veel cruiseschepen aanmeren.
Veel bewoners van Aruba vestigden zich rond 1800 rondom Fort Zoutman. Zij bouwden de huisjes schots en scheef. Sommige werden zelfs in de vuurbaan van een van de kanonnen gebouwd. Langzaamaan groeide het gehucht uit tot een klein dorp. Ruim 25 jaar na de oplevering van het fort woonde zelfs bijna de helft van de totale eilandbevolking vlak bij Fort Zoutman. Deze belangrijke woonplaats moest een naam krijgen en in 1824 besloot de gouverneur het te vernoemen naar het Huis van Oranje. Oranjestad werd hiermee een feit. Omstreeks 1860 woonden er ruim 1000 mensen. 
In 1924 opende de olieraffinaderij Lago Oil & Transport Co. Ltd. op het eiland, hetgeen leidde tot een bevolkings- en welvaartstoename. In 1927 werd Hotel Colombia gebouwd als eerste hotel van de stad. In de jaren 1960s begon Aruba zich te richten op toerisme, en werd een hotelzone gebouwd.

## Infrastructuur en vervoer
Oranjestad is het centrale verkeersknooppunt van Aruba. De grootste hoofdweg van het eiland (weg 1) doorkruist aan de zuidkant de stad, en 3 andere hoofdwegen koppelen zich in de stad aan deze weg. Daarnaast beschikt Oranjestad over een busstation met lijnen die naar alle windhoeken van het eiland vertrekken. Naast de bussen, die door Arubus worden geëxploiteerd, zijn er vele particuliere busjes te vinden die veelal naar San Nicolas rijden. Nabij de stad bevindt zich de internationale luchthaven Koningin Beatrix International Airport. Sinds 2013 is er ook een tramlijn.

## Stadswijken
De stad is verdeeld in twee regio's, die elk een aantal wijken en buurten telt.
Oranjestad-West:
- Eagle / Paardenbaai / Taratata
- Madiki Kavel
- Madiki
- Paradijswijk / Santa Helena
- Socotoro
- Rancho
- Companashi
- Solito
- Ponton

Oranjestad-Oost:
- Klip
- Mon Plaisir
- Sividivi
- Sero Blanco
- Dakota / Potrero
- Tarabana
- Sabana Blanco/ Cumana

## Handel

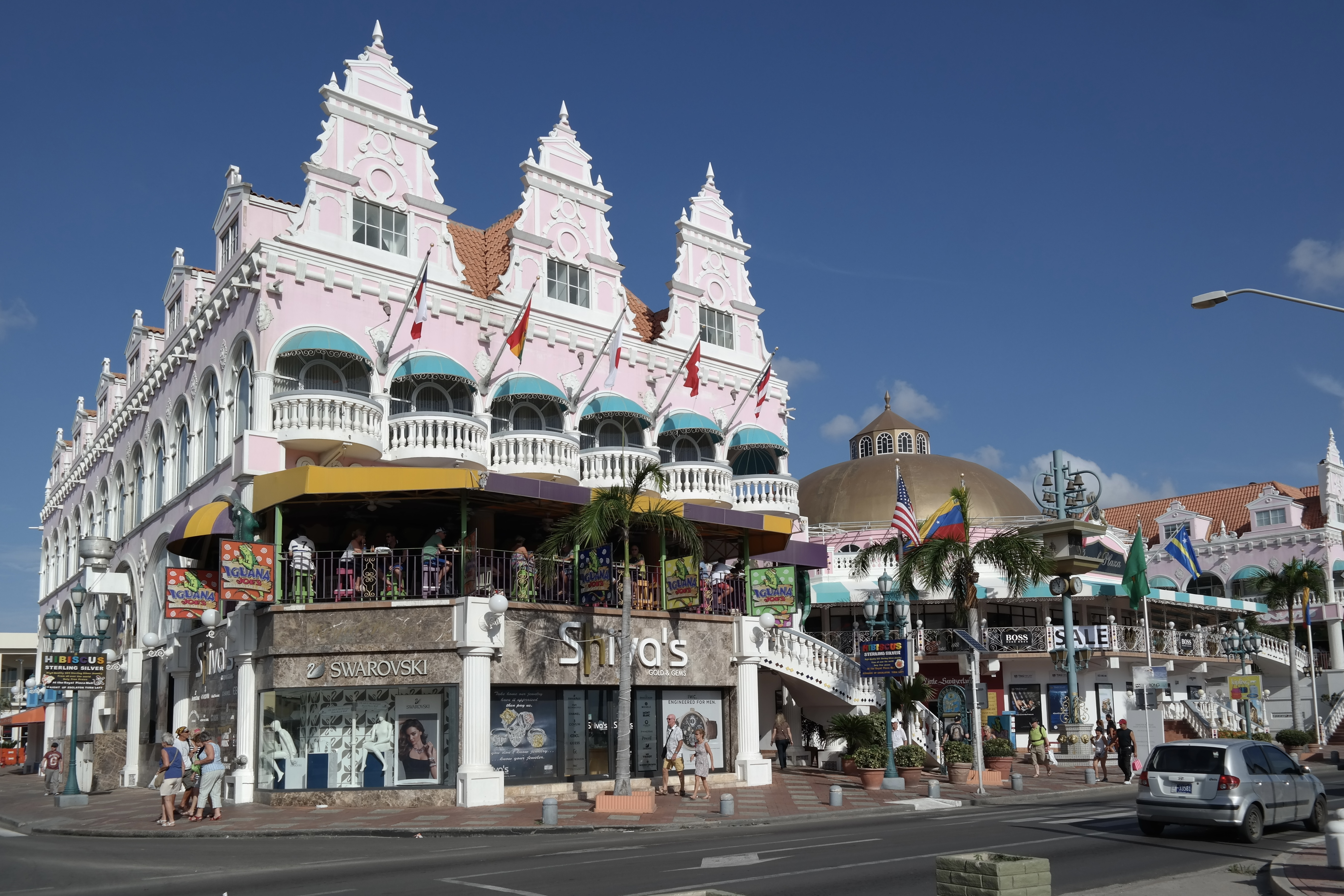
Winkelcentrum "Royal Plaza", nagebouwd in de stijl van Willemstad

In 1790 werd Oranjestad de hoofdstad van Aruba, dit omdat Oranjestad een diepere vaargeul heeft voor grotere schepen dan de voorgaande hoofdstad. Oranjestad beschikt dan ook over de doorvoerhaven van Aruba. Bijna alle goederen kwamen via de Paardenbaai haven in Oranjestad/Taratata binnen vanuit Zuid-Amerika, Nederland en de Verenigde Staten, maar de vrachtschepen zijn in 2016 verhuisd naar Barcadera.
Omdat Oranjestad de grootste stad van Aruba is, heeft het een belangrijke status voor zijn inwoners. In Oranjestad zijn de grote supermarkten van het eiland gevestigd en voor de grote boodschappen moet iedereen naar de hoofdstad. Naast de grote winkels beschikt Oranjestad ook over een handvol winkelcentra, gericht op lokalen en toeristen (veelal cruisetoeristen). De belangrijkste en bekendste winkelstraat is Caya G. F. Betico Croes, vernoemd naar de in 1986 overleden politicus Betico Croes.
Sinds anderhalve eeuw is de teelt van aloë vera een exportproduct. De plant groeit op plantages en is ook verwilderd. In het Aruba Aloe-museum is een permanente tentoonstelling over de geschiedenis en huidige teelt en productie van de olie ingericht in de buitenwijk Hato.

## Geboren
- Boy Ecury (1922-1944), verzetsstrijder
- Nydia Ecury (1926-2012), onderwijzeres, schrijfster, vertaalster en actrice
- Denis Henriquez (1945), auteur
- Henny Eman (1948-2025), minister-president
- William Richard Piternella (1950), schrijver
- Frits Goedgedrag (1951), bestuurder
- Rasti Rostelli (1955), goochelaar
- Mike Eman (1961), minister-president
- Wim Martinus (1963), honkballer
- Percy Irausquin (1969-2008), modeontwerper
- Clive Mendes (1969), honkballer
- Miguel Janssen (1970), atleet
- Michiel de Jong (1973), acteur
- Curt Fortin (1978), acteur en presentator
- Pete Philly (1980), zanger
- Pierre de Windt (1983), atleet
- David Abdul (1989), voetballer
- Sherinald Cook (?), rapper

## Galerij

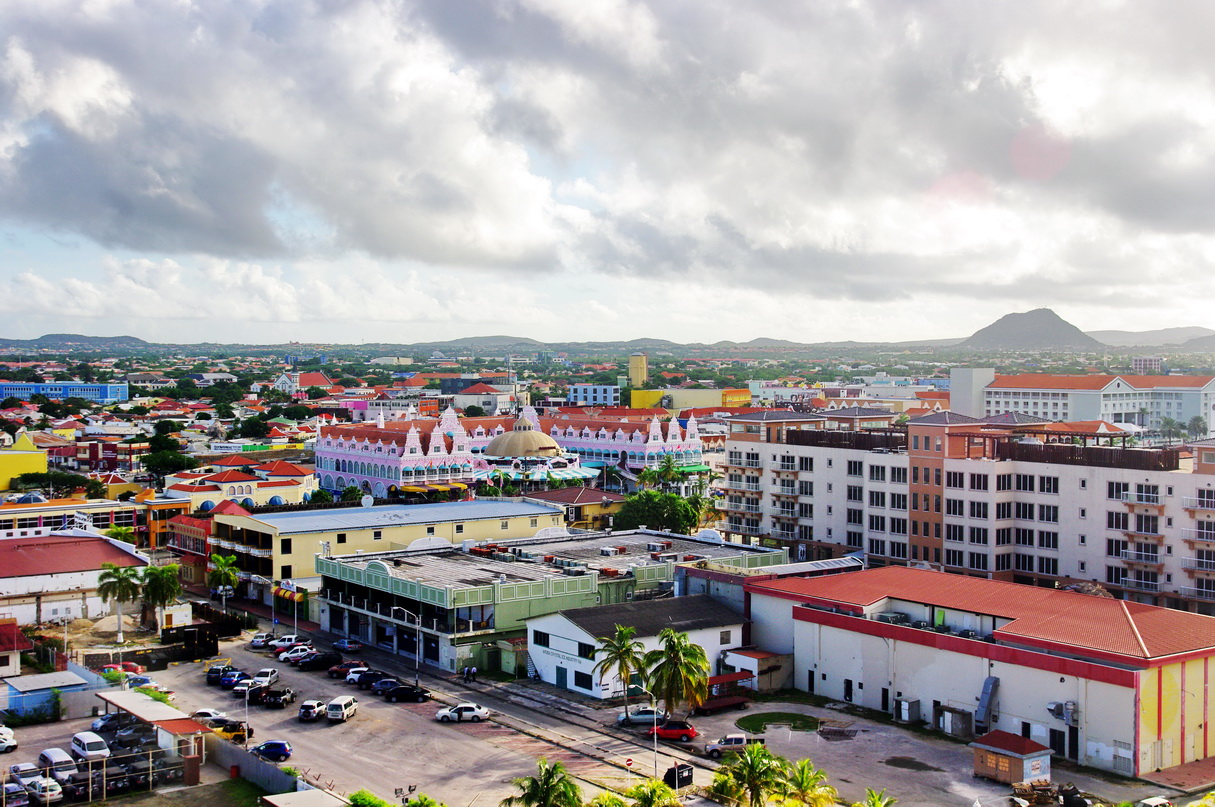
Panorama van Oranjestad
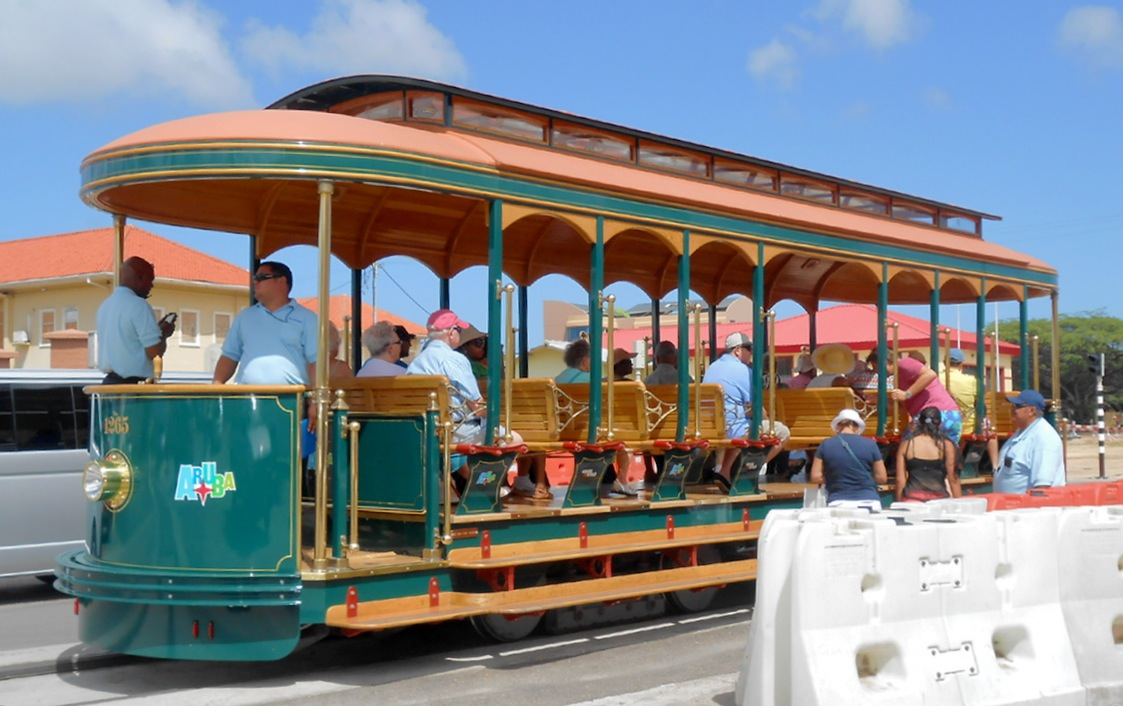
Tram van Oranjestad
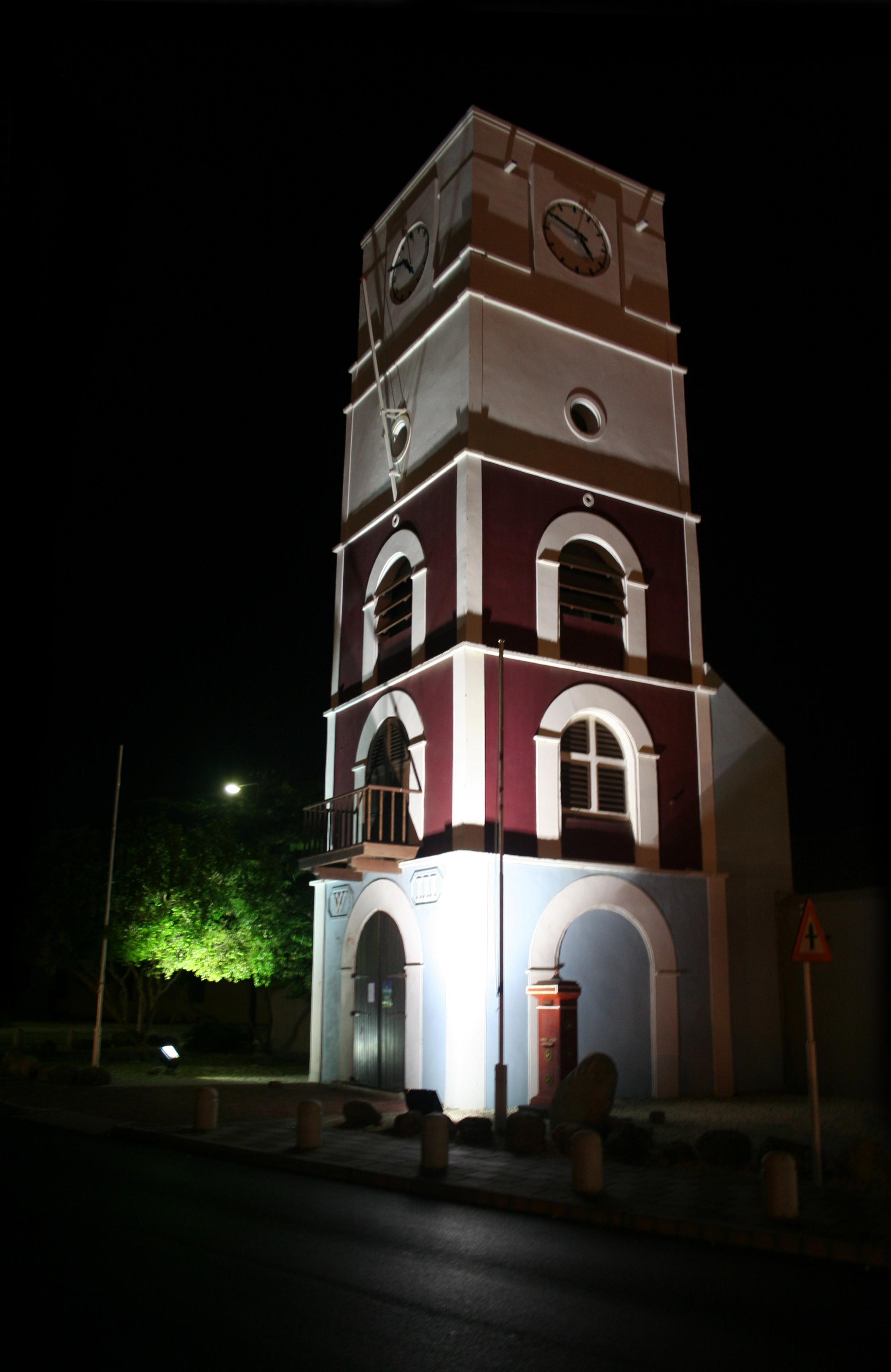
Willem III toren van Fort Zoutman
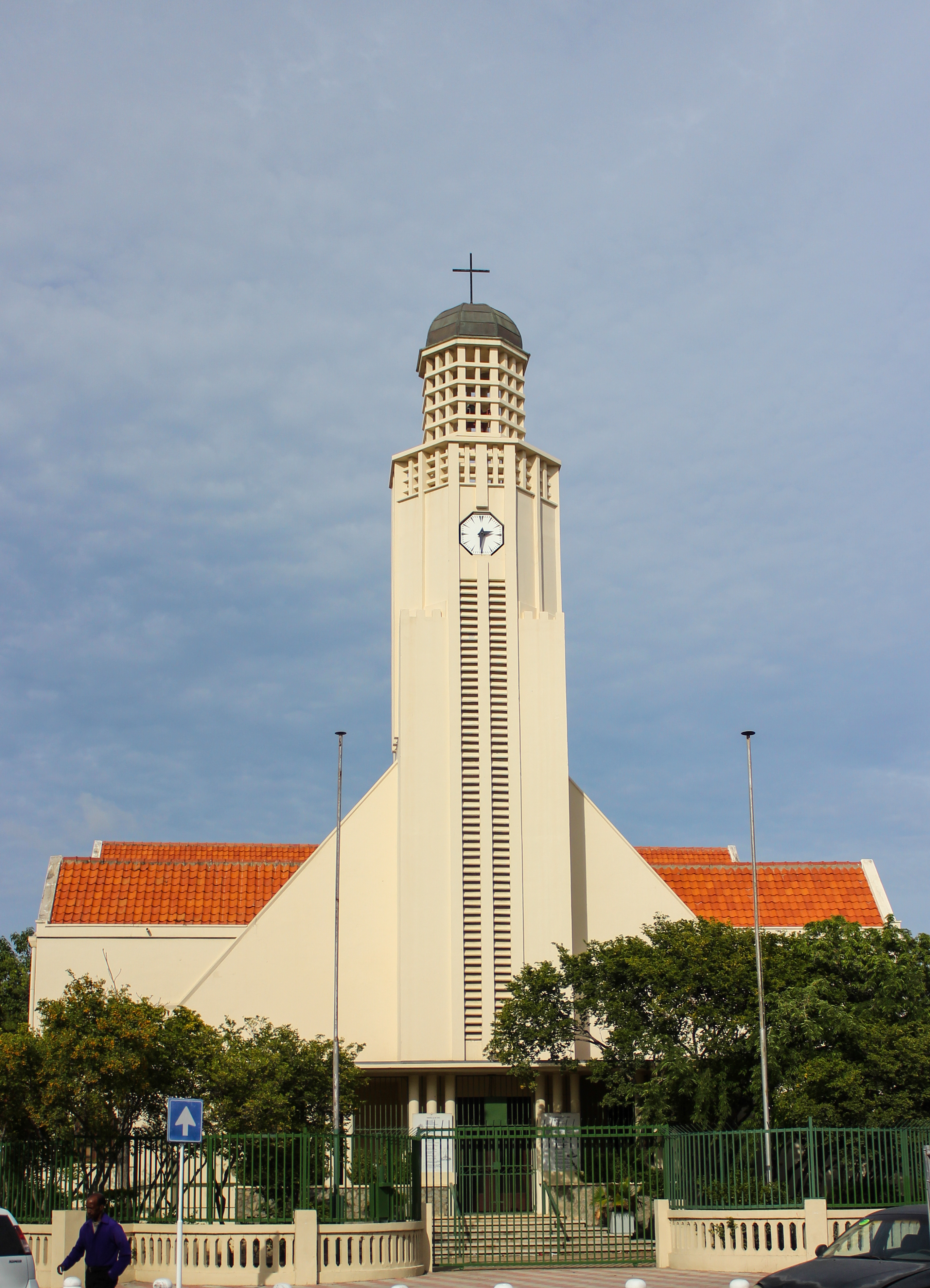
Protestantse kerk

- Gemeinsame Normdatei: 5111369-7
- MusicBrainz: c551cddd-b763-41da-a78a-3102f89d4a89
- Nationale Bibliotheek van Israël: 987007562690505171
- Virtual International Authority File: 153753505

Hoofdstad: Amsterdam  Regeringszetel: Den Haag

Provincies: Assen (Drenthe) · Lelystad (Flevoland) · Leeuwarden (Friesland) · Arnhem (Gelderland) · Groningen (Groningen) · Maastricht (Limburg) · 's-Hertogenbosch (Noord-Brabant) · Haarlem (Noord-Holland) · Zwolle (Overijssel) · Utrecht (Utrecht) · Middelburg (Zeeland) · Den Haag (Zuid-Holland)

Landen: Philipsburg (Sint Maarten) · Oranjestad (Aruba) · Willemstad (Curaçao) · Amsterdam (Nederland)

Caribisch Nederland: Oranjestad (Sint Eustatius) · The Bottom (Saba) · Kralendijk (Bonaire)